# Pedro Pichardo
Pedro Pablo Pichardo Peralta (Santiago di Cuba, 30 giugno 1993) è un triplista cubano naturalizzato portoghese, campione olimpico a Tokyo 2020.
In carriera ha inoltre conquistato due medaglie d'argento ai Mondiali di Mosca 2013 e Pechino 2015, nonché la medaglia d'oro ai Giochi panamericani di Toronto 2015. È contemporaneamente detentore del record nazionale di salto triplo di Cuba (18,08 m) e del Portogallo (18,04 m).

## Record nazionali
Cuba 
- Salto triplo: 18,08 m ( L'Avana, 28 maggio 2015)

Portogallo 
- Salto triplo: 17,98 m ( Tokyo, 5 agosto 2021)
- Salto triplo indoor: 17,60 m ( Istanbul, 3 marzo 2023)

## Palmarès
| Anno                             | Manifestazione      | Sede       | Evento       | Risultato      | Prestazione | Note                                                       |
| -------------------------------- | ------------------- | ---------- | ------------ | -------------- | ----------- | ---------------------------------------------------------- |
| In rappresentanza di Cuba        |                     |            |              |                |             |                                                            |
| 2012                             | Mondiali U20        | Barcellona | Salto triplo | Oro            | 16,79 m     | Miglior prestazione mondiale stagionale under 20           |
| 2013                             | Mondiali            | Mosca      | Salto triplo | Argento        | 17,68 m     |                                                            |
| 2014                             | Mondiali indoor     | Sopot      | Salto triplo | Bronzo         | 17,24 m     |                                                            |
| 2015                             | Giochi panamericani | Toronto    | Salto triplo | Oro            | 17,54 m     |                                                            |
| 2015                             | Mondiali            | Pechino    | Salto triplo | Argento        | 17,73 m     |                                                            |
| In rappresentanza del Portogallo |                     |            |              |                |             |                                                            |
| 2019                             | Mondiali            | Doha       | Salto triplo | 4º             | 17,62 m     | Miglior prestazione personale stagionale                   |
| 2021                             | Europei indoor      | Toruń      | Salto triplo | Oro            | 17,30 m     |                                                            |
| 2021                             | Giochi olimpici     | Tokyo      | Salto triplo | Oro            | 17,98 m     | Record nazionale                                           |
| 2022                             | Mondiali indoor     | Belgrado   | Salto triplo | Argento        | 17,46 m     | Record nazionale                                           |
| 2022                             | Mondiali            | Eugene     | Salto triplo | Oro            | 17,95 m     | Miglior prestazione mondiale stagionale                    |
| 2022                             | Europei             | Monaco     | Salto triplo | Oro            | 17,50 m     |                                                            |
| 2023                             | Europei indoor      | Istanbul   | Salto triplo | Oro            | 17,60 m     | Miglior prestazione mondiale stagionale · Record nazionale |
| 2023                             | Mondiali            | Budapest   | Salto triplo | Qualificazione | nm          |                                                            |
| 2024                             | Europei             | Roma       | Salto triplo | Argento        | 18,04 m     | Record nazionale                                           |
| 2024                             | Giochi olimpici     | Parigi     | Salto triplo | Argento        | 17,84 m     |                                                            |

## Altre competizioni internazionali
2018
- Vincitore della Diamond League nella specialità del salto triplo

2021
- Vincitore della Diamond League nella specialità del salto triplo

2024
- Vincitore della Diamond League nella specialità del salto triplo